# Orthogonis andamanensis
Orthogonis andamanensis là một loài ruồi trong họ Asilidae. Orthogonis andamanensis được Joseph & Parui miêu tả năm 1997. Loài này phân bố ở miền Ấn Độ - Mã Lai.